# Melles (Belgique)
Pour les articles homonymes, voir Melles.
Melles est une section de la ville belge de Tournai située en Région wallonne dans la province de Hainaut. C'était une commune à part entière avant la fusion des communes de 1977.
Ce village se trouve à 7 kilomètres au nord-est de Tournai.

## Toponymie
Son nom lui vient de la petite rivière le Melles, qui y prend sa source. Après un parcours d'une petite dizaine de kilomètres dans Melles,Moucourt, le Melles se jette dans l'Escaut à Kain.

## Géographie

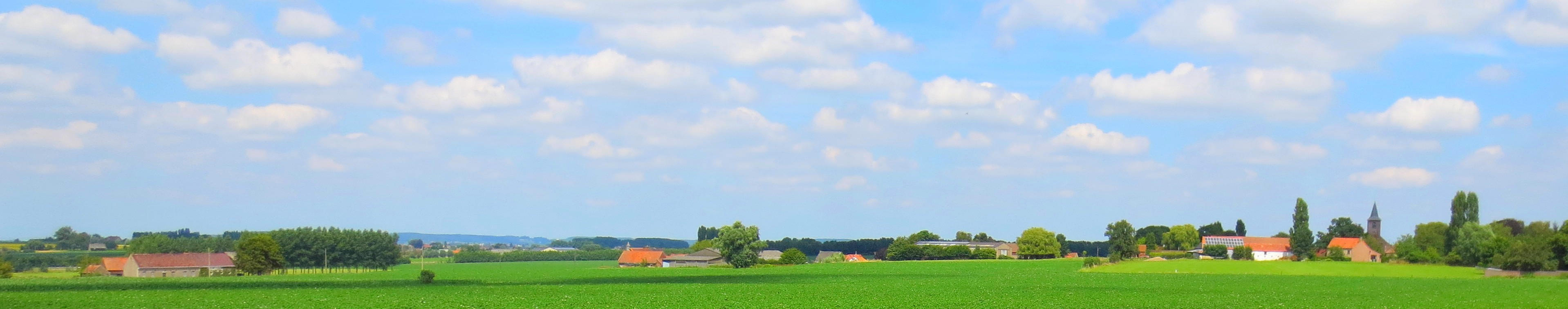
Melles.

## Évolution démographique
- Sources : INS, Rem. : 1831 jusqu'en 1970 = recensements, 1976 = nombre d'habitants au 31 décembre.

## Patrimoine et culture

### Patrimoine architectural

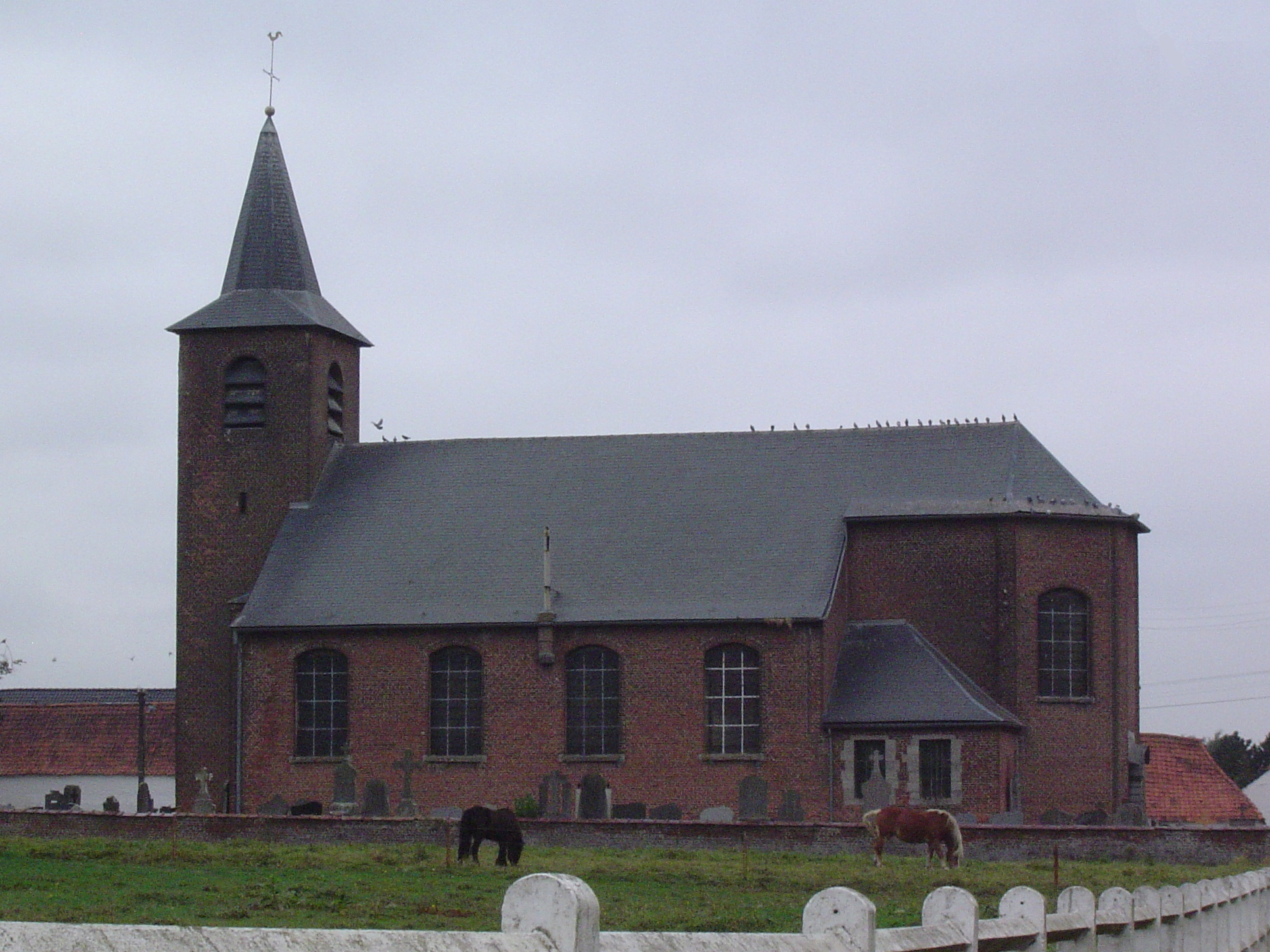
Église Sainte-Vierge de Melles.

- Église Sainte-Vierge.
- Calvaire.

#### Fermes du Village
- Ferme du Miroir.
- Ferme de la Becase.
- Ferme de la Capellerie.
- Ferme de la Maine.
- Ferme du Long Fossé.
- Ferme Ghesquière.

## Économie

### Commerces
- Boulangerie Plume.
- Garage/Carrosserie N. Lefevre.
- Pompe à essence Texaco.
- Menuisier V. Lefevre.
- Melles Loisirs Pêche/Mini-Golf/Tennis.